# شي تشين
شي تشين (في اللغة الصينية: 陈 汐)  عالم كمبيوتر. وهو أستاذ مشارك في علوم الكمبيوتر بجامعة كولومبيا.  فاز تشين بجائزة جودل لعام 2021 وجائزة فولكرسن عن بحثه المشترك «تعقيد حساب سي اس بي بالأوزان المعقدة» مع تشاي جين بي. 

## السيرة الشخصية
حصل تشين على درجة البكالوريوس والدكتوراه من جامعة تسينغهوا. كان زميل ما بعد الدكتوراه في كل من معهد الدراسات المتقدمة، جامعة برينستون، وجامعة جنوب كاليفورنيا، والتحق بهيئة التدريس في كولومبيا في عام 2011.
يركز بحث تشين على نظرية التعقيد الحسابي.  حصل أيضًا على جائزة بيرسبورغر من الجمعية الأوروبية لعلوم الكمبيوتر النظرية في عام 2015 وزمالة سلون للأبحاث في عام 2012.